# V563 Возничего
V563 Возничего (лат. V563 Aurigae) — одиночная переменная звезда в созвездии Возничего на расстоянии (вычисленном из значения параллакса) приблизительно 18490 световых лет (около 5669 парсеков) от Солнца. Видимая звёздная величина звезды — от +12,5m до +11,3m.

## Характеристики
V563 Возничего — красная пульсирующая медленная неправильная переменная звезда (LB) спектрального класса M. Эффективная температура — около 3284 K.